# バルカン半島の音楽
バルカン半島の音楽（バルカンはんとうのおんがく）は、他のヨーロッパ地域にはない、共通した特徴を持っている。これは主に、現在のバルカン半島の音楽はこの地域に存在した多くの民族の伝統音楽から始まり、オスマン帝国の支配の下でそれらが相互に影響しあって誕生したためである。また、汎地域的に興行したロマ（ジプシー）によってもたらされた影響も大きい。
この地域で多数を占めるセルビア、ブルガリアなどの南スラヴ系の諸国の音楽は、キエフ・ルーシやロシア共和国に代表される西スラヴ系のものとは大きく異なっている。

## 概要

### ロマ音楽
バルカン半島は世界でもロマ人口がきわめて高い土地である。(en:Romani people)
西暦1000年頃にバルカン半島に到達した移動型の民族であるロマ（ジプシー）は、地域を越えて移動しながら音楽やダンスの興行をした。そのため彼らに各地の音楽にさまざまな影響がもたらされ、またロマも現地の音楽を吸収していった。そのため、この地域の音楽はロマの音楽と相互関係を持っている。ロマの有名なバンドにはタラフ・ドゥ・ハイドゥクスやファンファーレ・チョカルリアなどがいる。マネーレはロマ音楽の影響を受けた現代の音楽である。

### ビザンティン
ヘレニズム文化内のキリスト教文明が勃興した際、帝国時代を経てもなお知識の概念や教育が音楽も含め、キリスト教が国教化された時まで生き残った。ビザンティン帝国の伝統音楽はコンスタンティノポリスに属する東方正教会の影響と関連づけられる。大規模な聖歌形式の発達は、5世紀におけるコンタキオンの発達に始まり、6世紀の聖歌者聖ロマンによって頂点に達した。音節の型に当てはめられたイルモス（英語: heirmoi）は連接歌集（正教会の祈祷書の一種。ギリシア語: εἱρμολόγιον, ロシア語: Ирмоло́гий, ирмологио́н）に収められている。連接歌集には10世紀半ばに著されたが、この中には八調にアレンジされた膨大な讃詞の型を含んでいる。

### セルビアの伝統音楽
中世のセルビア王国、ネマニッチ朝時代には、音楽家たちは宮廷で大きな役目を果たしていた。ステファン・ウロシュ4世ドゥシャン、ステファン・ラザレヴィッチ(Stefan Lazarević)、ジュラジ・ブランコヴィッチ(Đurađ Branković)などの支配者たちも、音楽家の有力なパトロンとなっていた。ホルン、トランペット、リュート、打楽器、シンバル、ツィターなどの楽器が用いられた。土俗の音楽にはガイダ)、フルート、タンブリツァ、グスレなどが用いられる。

### オスマン音楽
バルカン半島がオスマン帝国の支配下にあった時代には、多くの楽器がバルカン地域にもたらされた。しかし、これらのオスマン帝国の楽器はそもそもが帝国支配下の土着の楽器が変化したものである。例として、
- 古代ギリシャの楽器「パンドゥーラ」はブルガリアの「タンブラ」、オスマン帝国の「サズ」となった。
- 古代ギリシャの「リラ」はオスマン帝国の「ケマンチェ」、ブルガリアの「ガドゥルカ」となった。

## 国ごとの音楽
- アルバニアの音楽
- ボスニア・ヘルツェゴビナの音楽
- ブルガリアの音楽
- クロアチアの音楽
- キプロスの音楽
- ギリシャの音楽
- モルドヴァの音楽
- モンテネグロの音楽
- ルーマニアの音楽
- セルビアの音楽
- スロヴェニアの音楽
- マケドニア共和国の音楽
- トルコ音楽

## 音楽のジャンル
- チフテテリ
- チョチェク
- ターボ・フォーク

## 著名なアーティスト
- タラフ・ドゥ・ハイドゥークス - ルーマニアのバンド
- ファンファーレ・チョカルリア - ルーマニアのバンド
- ノー・スモーキング・オーケストラ - ボスニアのバンド
- ナナ・ムスクーリ - ギリシャの歌手
- ゴラン・ブレゴヴィッチ ボスニア・ヘルツェゴビナ、サラエヴォ出身の作曲家
- ヴァンゲリス - ギリシャのミュージシャン、作曲家
- パンチョ・ヴラディゲロフ - ブルガリアのピアニスト、作曲家
- ジャンダン・エルチェティン トルコの作曲家、ミュージシャン
- サーシャ・ロシッチ サラエヴォ出身のセルビア人の作曲家
- ペトロス・ガイタノス - ギリシャのミュージシャン、作曲家